# Alfred Haehner
Alfred Anton Maria Haehner (* 27. Januar 1880 in Düsseldorf; † 26. Oktober 1949 in Köln) war ein deutscher Mediziner. Von 1919 bis 1924 war er der Leibarzt des abgedankten Kaisers Wilhelm II. sowie dessen Gemahlin Auguste Viktoria, während diese in den Niederlanden im Exil lebten. In dieser Zeit schrieb er Tagebuch, 2024 wurden seine Aufzeichnungen erstmals ediert.

## Biographie
Alfred Haehner entstammte einer katholischen Familie mit gesellschaftlichem Ehrgeiz: War sein Großvater Heinrich Haehner (1825–1882) noch Rendant (Buchhalter) in einer von Krupp übernommenen Grube des rechtsrheinischen Kohlereviers gewesen, absolvierte sein Vater Hermann Haehner (1851–1918) ein Studium zum Militärarzt; zum Zeitpunkt seines Todes bekleidete er den Rang eines Generaloberarztes. Haehners Mutter war die Kölnerin Klara Maria Thissen (1851–1912), die entfernt mit der Familie Thyssen verwandt war.
Haehner war das mittlere von drei Kindern, in der Familie wurde er „Fred“ genannt. Nachdem sein Vater nach Köln versetzt worden war, legte der Sohn sein Abitur am dortigen Gymnasium Kreuzgasse ab und besuchte ab 1898 die militärärztliche Kaiser-Wilhelms-Akademie in Berlin; 1905 wurde er zum Thema Über die rationelle Beköstigung der Soldaten in Frieden und im Krieg promoviert. Bei einem Aufenthalt im Kadettenhaus in Plön lernte er Angehörige der kaiserlichen Familie kennen. Im Ersten Weltkrieg war er zunächst an der Westfront stationiert, anschließend als Bataillonsarzt bei den Kämpfen um Namur und Reims. Wegen einer Venenentzündung wurde er jedoch schon im November 1914 dauerhaft kriegsunfähig. 1916 wurde er Adjutant im preußischen Kriegsministerium und mit dem Eisernen Kreuz I. Klasse ausgezeichnet. Gemäß den Auflagen des Versailler Vertrags musste er 1919 aus dem Militär ausscheiden.
Wie es dazu kam, dass der katholische Alfred Haehner zum Leibarzt des protestantischen ehemaligen Kaisers ernannt wurde, ist nicht bekannt. Im November 1919 reiste er in das niederländische Amerongen, wo Wilhelm im dortigen Schloss lebte, um seinen Dienst anzutreten, erhielt aber erst nach einer Probezeit im April 1920 seine Bestellungsurkunde. Darin wurde ausdrücklich erwähnt, dass er ebenfalls für die medizinische Behandlung der Kaiserin Auguste Viktoria (1858–1921) zuständig sein werde, die 1918 einen Schlaganfall erlitten hatte. Im Dienst des ehemaligen Kaisers entwickelte er „die führungsorientierte Autorität des akademisch ausgebildeten, professionellen Militärmediziners mit der Unterordnung innerhalb der sozialen Befehlhierachie am Hof“, so die Historikerin Sabine Mangold-Will.

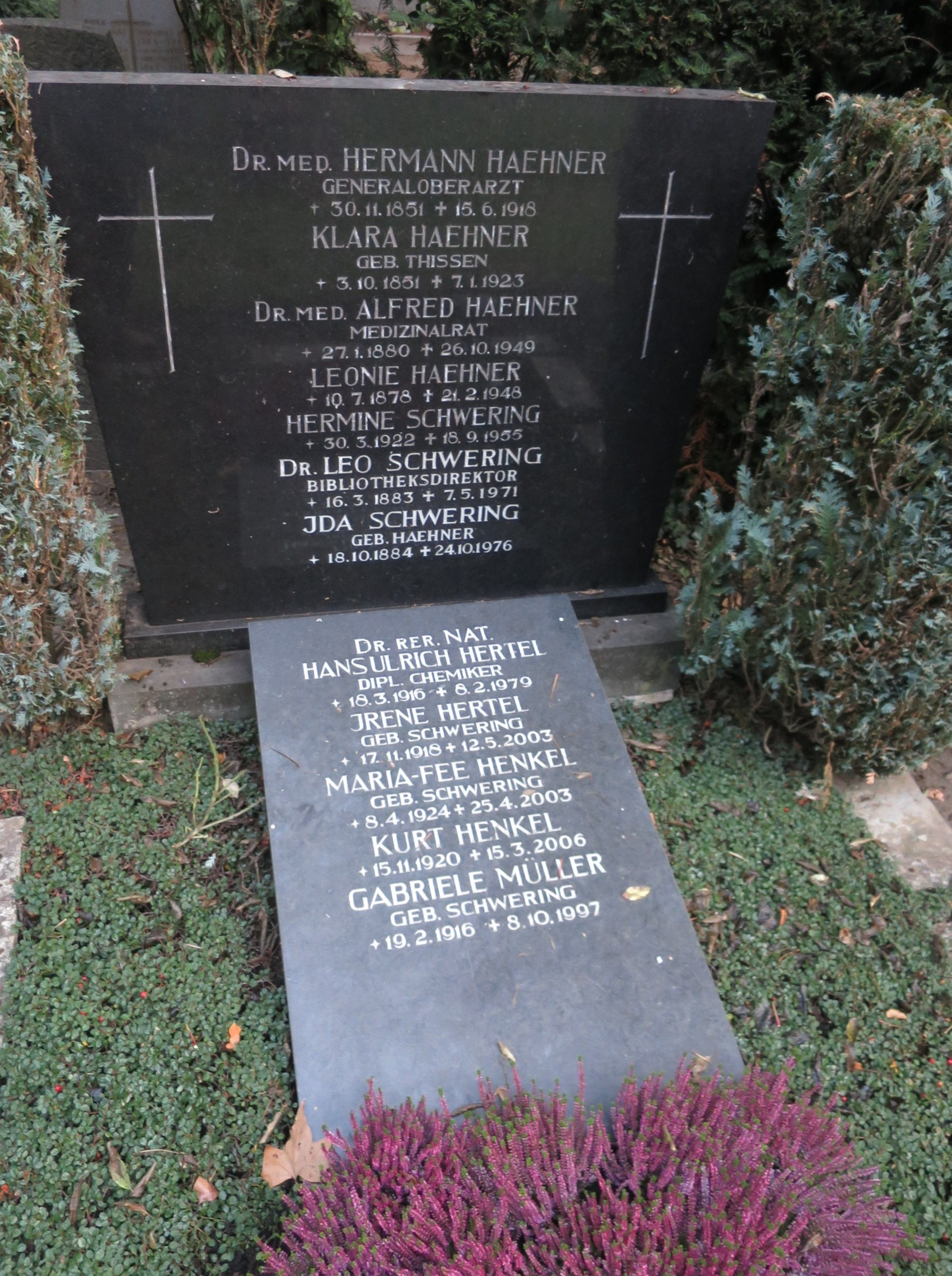
Grab der Familien Haehner und Schwering auf dem Kölner Melaten-Friedhof

Im Mai 1920 heiratete Haehner Sophie Julia Viktoria Pröbsting (1872–1943), Tochter des Kölner Architekten Hermann Josef Stübben. Sie war in erster Ehe mit dem Augenarzt August Pröbsting verheiratet gewesen; aus dieser Ehe, die 1913 geschieden worden war, stammten zwei Töchter. Nachdem Haehner die Anstellung als Leibarzt bekommen hatte, zogen er und seine Frau mit der jüngeren ihrer Töchter in die Niederlande; beide sahen sich als Monarchisten. Dass sich Haehner weder mit der Deutschen Zentrumspartei noch dem Monarchismus der Weimarer Republik, aber später auch nicht mit dem Nationalsozialismus identifizieren konnte, deute darauf hin, dass er „politisch heimatlos“ war, so Mangold-Will.
Sophie Haehner war sehr literaturinteressiert und unterhielt einen eigenen, prominent besetzten Freundeskreis, darunter der Schriftsteller Hermann Sudermann und der Afrikanist Leo Frobenius. Die Atmosphäre in Haus Doorn, der Residenz von Wilhelm II. ab 1920, empfand sie als bedrückend, dennoch blieb sie – wie ihr Mann – zeitlebens kaisertreu. Sophie Haehner betätigte sich als „monarchistische Netzwerkerin“. Mangold-Will charakterisiert die Eheleute Haehner als „Arbeitsehepaar“ und merkt an, dass der Nachlass Alfred Haehners korrekterweise auch den Namen seiner Frau tragen müsse.
Dass Haehner seine Anstellung in Doorn schließlich verließ, hing wohl mit Hermine Reuß (1887–1947), der zweiten Ehefrau Wilhelms II., zusammen, die den Haushalt ihres Ehemanns nach ihren Vorstellungen neu ordnete. Sie irritierte Haehner „menschlich wie politisch“. Zudem fehlte ihm die gynäkologische Ausbildung zum Verständnis ihrer Beschwerden.
Während seiner Zeit in den Niederlanden erwarb Haehner zusätzlich die Approbation und praktizierte dort bis 1925. Gleichzeitig übersetzte er medizinische Werke aus dem Niederländischen ins Deutsche, darunter ein Handbuch zur Zuckerkrankheit. Am 1. Juni 1925 gingen er und seine Frau zurück nach Deutschland, und er wurde Kreisarzt in Waldbröl im Bergischen Land, was er als nicht befriedigend empfand. Anschließend wurde er ärztlicher Mitarbeiter der Frankfurter Allgemeinen Versicherungs-AG. Gemeinsam mit seinem Chef Hans Lininger veröffentlichte er 1930 einen Ratgeber für Ärzte in der Versicherungsmedizin.
Um dem näherrückenden Luftkrieg zu entgehen, verließen Sophie und Alfred Haehner im Winter 1942 Frankfurt und zogen nach Seefeld in Tirol. Beide hatten inzwischen auch mit verschiedenen Krankheiten zu kämpfen. Sophie Haehner starb am 4. März 1943. Alfred Haehner kehrte 1946 nach Köln zurück und zog in das Haus seiner jüngeren Schwester Ida (1884–1976) und von Schwager Leo Schwering, einem Historiker und Politiker, in Köln-Lindenthal. Dort starb er am 26. Oktober 1949 im Alter von 69 Jahren. Er wurde mit seinen Verwandten im selben Grab auf dem Melaten-Friedhof beerdigt.

## Geschichte der Tagebücher
Als Haehner nach dem Zweiten Weltkrieg nach Köln zurückkam, hatte er einige wenige kostbare gerettete Erinnerungsstücke dabei, darunter Schmuck, den ihm Wilhelm II. geschenkt hatte, aber auch Briefe, Fotoalben und Bildpostkarten und fünf Tagebücher. Nach Haehners Tod wurde sein Schwager Leo Schwering zum Bewahrer dieses Nachlasses. Vergeblich versuchte er, den niederländischen Bermann-Fischer/Querido Verlag sowie den Herausgeber der Kölnischen Rundschau, Reinhold Heinen, für eine Herausgabe der Tagebücher zu interessieren. Der Historiker Peter Rassow, damals für die Herausgabe der Reihe Deutsche Geschichtsquellen des 19. und 20. Jahrhunderts der Historischen Kommission verantwortlich, sprach sich gegen eine Veröffentlichung aus und empfahl stattdessen, die Tagebücher in das Depot des Bundesarchivs zu geben oder dem Prinzen Louis Ferdinand zu schenken. Auch ein letzter Versuch Schwerings, einen Redakteur des WDR für ein Manuskript der Tagebücher zu interessieren, schlug fehl.
Nach Schwerings Tod im Jahre 1971 gingen sein und Haehners Nachlass an das Historische Archiv der Stadt Köln. Über Jahrzehnte wurden die originalen Tagebücher von Haehner durch Wissenschaftler eingesehen und zitiert. Nach dem Einsturz des Archivs 2009 galt Haehners Nachlass zunächst als verloren. Inzwischen konnten sowohl die Tagebuchblätter als auch der weitere Nachlass weitgehend unbeschädigt gerettet werden. 2024 wurde diese „einzigartige Quelle für die Geschichte der Hohenzollern“ nach 1918 von der Historikerin Sabine Mangold-Will als Quellenedition herausgegeben.

## Die Tagebücher
Alfred Haehner selbst betitelte seine Aufzeichnungen nachträglich als Holländisches Tagebuch Amerongen – Doorn. Sie setzen sich aus insgesamt fünf Heften zusammen. Die Einträge umfassen den Zeitraum vom 4. November 1919 bis zum 27. Februar 1924, teils handschriftlich, teils maschinenschriftlich verfasst.
Als Leibarzt des ehemaligen Kaisers waren Alfred Haehners Fähigkeiten, obwohl als Militärarzt ursprünglich in Chirurgie ausgebildet, in verschiedenen medizinischen Bereichen gefragt, so als Kardiologe, Palliativmediziner, Hausarzt und Gynäkologe. Wilhelm selbst litt nur unter kleineren körperlichen „Malaisen“ wie Schnupfen, Zerrungen oder einer Mittelohrentzündung; meistens behandelte Haehner die todkranke Kaiserin Auguste Viktoria. Nie äußerte er sich zu Wilhelms geistigem Zustand, wenn auch er dessen depressive Anfälle zu behandeln versuchte, indem er viel Bewegung, Beschäftigung und abwechslungsreiche Gesellschaft empfahl. Auch beteiligte sich Haehner an dem exzessiven Holzhacken des Kaisers. Der Verdacht, der Kaiser könne an „Irrsinn“ leiden, beschäftigte ihn, und er erklärte sich dessen Festhalten an nicht-rationalen Narrativen mit einer Traumatisierung durch Erziehung und Abdankung. Er notierte auch „Absonderlichkeiten“ des Kaisers am Esstisch, der schon mal mit einem gebrauchten Löffel in die Terrine mit Erbsensuppe langte, um Wurst herauszuangeln, oder quer über den Tisch seinem Sohn den Rosenkohl vom Teller pickte.
In den Tagebüchern zeichnete der Leibarzt des Kaisers, der „kein Blatt vor den Mund nimmt“, das Bild eines „tief gekränkten“ Wilhelm, der die Schmach seiner Abdankung nicht verwinden konnte und die eigene Schuld am Ausbruch des Ersten Weltkriegs zurückwies. Der ehemalige Kaiser hasste die Weimarer Republik und die dort agierenden Politiker und sah sich als Opfer einer „Weltverschwörung“ von „Juden, Jesuiten und Freimaurern“. Der Name „Hitler“ fällt im Tagebuch ein einziges Mal, als nämlich Haehner von Wilhelms Reaktion auf den „Hitlerputsch“ im November 1923 in München berichtete, der behauptete, die „Jesuiten“ hätten beim Scheitern der Aktion ihre Finger im Spiel gehabt.
Durch seinen persönlichen Umgang mit den Hohenzollern erkannte der Monarchist Haehner, dass weder der Kaiser noch der Kronprinz zur erneuten Übernahme der Macht geeignet wären. Insbesondere das unkontrollierte Sexualleben des Kronprinzen Wilhelm enttäuschte ihn zusehends. Als rheinischer Katholik sah er sich zudem wiederholt in der Situation, den Katholizismus gegen Anwürfe des protestantischen Kaisers zu verteidigen. Eine wirkliche Diskussion über das Thema mit dem Kaiser sei jedoch nicht möglich gewesen, da sich bei Wilhelm die „fixe Idee“ bilde, dass ihn die Katholiken verfolgten, so Haehner. Als am 27. August 1921 ein Telegramm aus Berlin in Doorn eintraf, dass der Zentrums-Politiker Matthias Erzberger von Rechtsterroristen ermordet worden war, zeigte sich Wilhelm erfreut, dass seinen ärgsten Feind „das verdiente Schicksal“ ereilt habe.
„Wenn Wilhelm da den Kapp-Putsch begrüßt, wenn er für Deutschland eine Diktatur herbeiwünscht und mit den Juden aufgeräumt wissen will, wird dem heutigen Leser schier schlecht“, so der Journalist und Historiker Markus Schwering.